# 田中重好
田中 重好（たなか しげよし、1951年12月21日 - ）は、日本の社会学者、名古屋大学名誉教授。専門は地域社会学、災害社会学。

## 来歴
神奈川県生まれ。1974年慶應義塾大学法学部政治学科卒、82年同大学院法学研究科博士課程単位取得退学。1982年弘前大学人文学部講師、85年助教授、93年教授、2001年名古屋大学環境学研究科教授。2017年定年退任、名誉教授。2007年「共同性の地域社会学 祭り・雪処理・交通・災害」で慶大より博士（社会学）を取得。

## 著書
- 『共同性の地域社会学 祭り・雪処理・交通・災害』ハーベスト社 2007
- 『地域から生まれる公共性 公共性と共同性の交点』ミネルヴァ書房 Minerva社会学叢書 2010 ISBN 978-4-623-05770-2

### 共編著
- 『超巨大地震がやってきた スマトラ沖地震津波に学べ』木股文昭,木村玲欧共編著 時事通信出版局 2006
- 『大津波を生き抜く スマトラ地震津波の体験に学ぶ』高橋誠,イルファン・ジックリ共著 明石書店 2012
- 『東日本大震災と社会学 大災害を生み出した社会』舩橋晴俊,正村俊之共編著 ミネルヴァ書房 2013
- 『スマトラ地震による津波災害と復興』高橋誠,木股文昭共編著 古今書院 2014

## 参考
- 名古屋大学